# Märtyrerberichte
Märtyrerberichte oder Märtyrerakten, eine besondere Form der Hagiographie, sind die historischen oder legendarischen Berichte über vor allem frühchristliche Märtyrer. Von besonderem Interesse sind die Märtyrerberichte aus den ersten drei Jahrhunderten, die häufig wichtige historische Quellen darstellen. Der historische Wert ist dabei jeweils historisch-kritisch zu betrachten. In jedem Fall bieten diese Akten einen Einblick in die Theologie und Frömmigkeit ihrer Entstehungszeit.
Der Begriff Akten ist dabei im Sinne des lateinischen acta zu verstehen und bedeutet Taten oder Handlungen. Es handelt sich also nicht etwa um Gerichtsakten.

## Bekannte Märtyrerakten
Die bekanntesten höchstwahrscheinlich echten Märtyrerberichte sind:
- Das Martyrium des Polykarp (um 155 n. Chr.) ist der erste Bericht über einen Märtyrer in Kleinasien.
- Die Akten der Märtyrer von Scili (180 n. Chr.), ein Bericht über die Märtyrer in der nordafrikanischen Stadt Scili, ist zugleich der älteste erhaltene christliche Text in lateinischer Sprache.
- Die Passio Perpetuae et Felicitatis (202 n. Chr.) mit persönlichen Aufzeichnungen zweier Märtyrinnen im Gefängnis; die Forschung diskutiert, ob der Text von Tertullian redigiert wurde.
- Die Acta proconsularia Cypriani (258 n. Chr.) beschreiben das Lebensende des Bischofs Cyprian von Karthago, in lateinischer Sprache.
- Die Acta Maximiliani berichten über einen numidischen Christen, der den Kriegsdienst verweigert (295 n. Chr.).
- Die Acta Alexandrinorum berichten über Verfolgung und Prozess alexandrinischer Griechen durch die römischen Kaiser (1.–3. Jh.), in altgriechischer Sprache.